# Acid House
Acid House ist eine Stilart der House-Musik. Der Stil wurde um 1985 in Chicago relativ parallel zur Entstehung von Detroit Techno entwickelt und kam ab 1987 auch nach Europa.

## Merkmale
Das Merkmal von Acid House ist ein stark moduliertes Zwitschern und Blubbern des Synthesizers Roland TB-303. Das Gerät ist eigentlich ein Bass-Synthesizer, der aber durch bestimmte Einstellungen ganz andere Klänge erzeugen kann, die zum charakteristischen „Acid-Sound“ wurden. Ansonsten ist Acid House minimalistisch und zumeist instrumentale House-Musik mit einem pumpenden Four-to-the-floor-Beat in einer Geschwindigkeit von 118–135 BPM. Oftmals werden auch kurze pentatonische Tonsequenzen monoton wiederholt, oder sehr hohe Frequenzen durchgehend abgespielt, was zu Trance-artigen Effekten beim Zuhörer führen kann. Im Gegensatz zum Chicago House sind beim Acid House kaum noch Disco-Einflüsse zu spüren.
Ein besonders intensiver Einsatz findet sich im Stück Higher State Of Consciousness (Tweekin Acid Funk) von Josh Wink.

## Geschichte
Die erste Veröffentlichung, die die Roland TB-303 zur Generierung von Acid-ähnlichen Klängen einsetzt, ist „Ten Ragas to a Disco Beat“ des indischen Musikers Charanjit Singh aus dem Jahr 1982. Es unterlegt traditionelle Ragas mit modernem Klang und nimmt klanglich einige Charakteristika des späteren Acid House vorweg – darunter auch die typische Kombination mit dem Drumcomputer Roland TR-808 –, auch wenn es in einem gänzlich anderen musikalischen und kulturellen Kontext steht. Die Platte war kein kommerzieller Erfolg und blieb lange weitgehend unbekannt.

### USA
Als die eigentlichen Erfinder des Acid House im Kontext der US-amerikanischen Clubkultur gelten DJ Pierre und Earl „Spanky“ Smith aus Chicago. Die beiden hatten unter dem Bandnamen einen ca. 15-minütigen Drumtrack programmiert, zu dem DJ Pierre spielerisch (er selbst besaß kaum Erfahrung mit dem Gerät) eine Bassline mit der TB-303 modulierte. Sie gaben den Track (den sie erst In Your Mind nannten) DJ Ron Hardy, der damals im Chicagoer Club Music Box auflegte und ihn in sein Set einbaute. Das aufgeschlossene Publikum nahm das Stück euphorisch auf.
Der Erzählung nach sprach das Publikum bald nur noch von Ron Hardys „Acid Tracks“, das Lied wurde als „Acid Trax“ bekannt. Der Name kam angeblich in Anlehnung an den Acid Rock zustande, der schon mit ähnlichen Sounds experimentierte. Das Publikum verband „Acid“ aber eher mit der Droge Acid (Slangbezeichnung für LSD). Die Musik, die viele an ihre LSD-Trips erinnerte, tat ihr Übriges dazu.
Auf „Acid Tracks“ folgten 1986 bald die ersten regulären Veröffentlichungen des neuen Stils wie z. B. Sleezy Ds I’ve Lost Control (produziert von Adonis und Marshall Jefferson). Acid House löste Chicago House bald in der Popularität ab und wurde so schnell zum Eckpfeiler der amerikanischen Undergroundszene. „Acid Tracks“ selbst erschien erst 1987 auf Schallplatte bei Trax Records, neu produziert von Marshall Jefferson, unter dem Projektnamen Phuture (DJ Pierre, Earl Smith hatten sich 1986 mit Herbert Herb J Jackson zusammengetan). Phuture versuchten sich aktiv gegen das Drogenimage des Acid auszusprechen. So enthielt die B-Seite von Acid Tracks das Stück Your Only Friend, das von einem Kokainopfer handelt.

### Europa
1987 begann sich House auch in Europa zu etablieren. Zur selben Zeit brachten britische DJs den House Sound von ihrem Ibiza-Urlaub erstmals nach Großbritannien mit. Paul Oakenfold initiierte im Project Club die ersten Afterhour-Partys, auf denen allerdings noch ausschließlich Chicago und New York House lief. Die Musik verbreitete sich wie ein Lauffeuer über die Insel, es wurden immer mehr Partys veranstaltet, und überall eröffneten House-Clubs wie die Haçienda in Manchester. Erste House-Hits in Großbritannien waren Release Your Body von Bang the Party und Oochy Koochy von Baby Ford. Jack Your Body von Steve „Silk“ Hurley und Pump Up the Volume von M|A|R|R|S erreichten als erste House-Tracks Platz 1 der britischen Charts.

Das „Acid-Smiley“

Im November 1987 eröffnete in einem ehemaligen Londoner Fitnessclub The Shoom. Hier begann sich eine ganz eigene englische Acid-Clubkultur herauszubilden. Das Shoom sollte zum Wallfahrtsort der Acid-Jünger werden. Das Maskottchen der Partys, der Smiley „J“, sollte zum Symbol der gesamten Acid-Bewegung werden.
Zu Beginn des Jahres 1988 begannen immer mehr alternative und später auch Massenmedien über die Acid-House-Partys zu berichten. Im Verlauf des Jahres sollte dieser Medienhype zur größten britischen Jugendkultur seit Punk führen und als „Second Summer of Love“ (nach der Hippiewelle in den Vereinigten Staaten 1967) in die Geschichte eingehen. Auch auf dem europäischen Festland tanzte man mittlerweile zu den Acid-Rhythmen. Bald sollten kommerzielle Tracks wie „Theme From S-Express“ von S’Express, „The Only Way Is Up“ von Yazz und „Beat Dis“ von Bomb the Bass den Musikmarkt überschwemmen und die europäischen Hitparaden stürmen. Auch Deutschland erlebte eine Acid-House-Welle, die sogar im Jugendmagazin Bravo stattfand. Acid House entwickelte sich zu einem Trend in deutschen Clubs und Diskotheken. Im anfangs illegalen Club Ufo (1988–1990) fanden die ersten Acid-House-Partys in Berlin statt. In München etablierten sich die Negerhalle (1983–1989) und die ETA-Halle als erste Acid-House-Clubs in zwischengenutzten, maroden Industriehallen.
Die Acid-Welle in Großbritannien sollte allerdings mit ihrem kommerziellen Ausverkauf schnell wieder ein Ende finden. Mit der aufkommenden Housemusik kam auch erstmals das Amphetamin-Derivat Ecstasy nach England und verschaffte den Tänzern ein einzigartiges Erlebnis. Als die Presse nicht ganz unbegründet wiederholt von den Drogenexzessen bei den Warehouse-Partys berichtete, wurde der Hype zur Hysterie. Die Polizei führte wiederholt Razzien durch und löste Partys auf. Die Smiley-Artikel (Poster, Sticker, T-Shirts, Tassen etc.), die massenhaft überall verkauft wurden, verschwanden aus Imagegründen wieder aus dem Sortiment der Warenhäuser.
Im Oktober 1988 weigerte sich zudem die BBC, den aktuellen Spitzenreiter der britischen Charts, D Mob mit We Call It Acieed, zu spielen. Ein Verbot repetitiver Musik in der Öffentlichkeit durch Graham Bright wurde diskutiert, da viele der illegalen Partys selbstorganisiert etwa in alten Fabrikhallen oder mitten auf dem Land stattfanden. Der Boykott der staatlichen BBC führte im Nachhinein besonders in London und den großen Ballungszentren zu einer weltweit einzigartigen Zahl von Piratensendern, die die Lücke ausfüllten, welche die BBC hinterließ. Spätestens Mitte 1989 löste Rave Acid endgültig als neue Jugendkultur in Großbritannien ab.
Doch die kurze Acid-House-Welle hatte langwierige Auswirkungen: Der Grundstein für einen funktionierenden britischen Underground wurde gelegt. Viele Dance-Labels wurden gegründet und noch heute senden Piratensender und sorgen so dafür, dass sich neue musikalische Strömungen in Großbritannien viel schneller durchsetzen als in Kontinentaleuropa. Die große Akzeptanz von Drum and Bass und 2 Step auf der Insel ist ihr großes Verdienst. Der Acid-Sound blieb in den europäischen Clubs weiterhin populär. Viele Musiker experimentierten weiterhin mit dem Acid-Sound und bauten ihn in Techno- und Trancestücke ein. In regelmäßigen Abständen kommt es im Underground zu Acid-Revivals, die immer wieder auch mit neuen Stileinflüssen experimentieren.

## Acid-House-Klassiker
- Phuture – Acid Tracks (bzw. Acid Trax) (1985; veröffentlicht 1987)
- Sleezy D – I’ve Lost Control (1986)
- Adonis – No Way Back (1986)
- Pierre’s Pfantasy Club – Dream Girl (1987)
- Armando – Land of Confusion (1987)
- Tyree Cooper – Acid Over (1987)
- Gherkin Jerks (Larry Heard) – Acid Indigestion (1988)
- Phuture – We Are Phuture (1988)
- Fast Eddie – Acid Thunder (1988)
- A Guy Called Gerald – Voodoo Ray (1988)
- Jolly Roger – Acid Man (1988)
- Humanoid – Stakker Humanoid (1988)
- D Mob – We Call It Acieed (1988)
- Josh Wink – Higher State of Consciousness (Version 3 – Tweekin Acid Funk) (1995)

## Bedeutende Acid-House-Labels
- Trax Records (Chicago)
- D.J. International Records (Chicago)
- International House Records (Chicago)
- Westbrook Records (Chicago)
- Westside Records (London)